# Kid Rodelo
Pour plus de détails, voir Fiche technique et Distribution.
Kid Rodelo est un film hispano-américain réalisé par Richard Carlson, sorti en 1966.

## Fiche technique
- Titre : Kid Rodelo
- Réalisation : Richard Carlson
- Scénario : Eduardo Manzanos Brochero et Jack Natteford d'après une nouvelle de Louis L'Amour
- Direction artistique : José Luis Galicia et Jaime Pérez Cubero
- Costumes : Peris
- Photographie : Manuel Merino
- Montage : Allan Morrison
- Musique : Johnny Douglas et Manuel Parada
- Production : Jack O. Lamont, Eduardo Manzanos Brochero, Arturo Marcos et James L. Storrow Jr.
- Société de production : Fénix Cooperativa Cinematográfica et Trident Films
- Société de distribution : Paramount Pictures
- Pays d'origine :  États-Unis /  Espagne
- Langue : anglais
- Format : Noir et blanc - 35 mm - Son : Mono (Westrex Recording System)
- Genre : Western
- Durée : 91 minutes
- Date de sortie :
  - États-Unis : 1er janvier 1966

## Distribution
- Don Murray : Kid Rodelo
- Janet Leigh : Nora
- Broderick Crawford : Joe Harbin
- Richard Carlson : Link
- José Nieto : Thomas Reese
- Miguel del Castillo : Chavas
- Jose Villasante : Cavalry Hat
- Julio Pena : Balsas
- Mike Brendel